# Grafenberg (Landkreis Reutlingen)
Grafenberg ist eine Gemeinde etwa elf Kilometer nordöstlich von Reutlingen im Landkreis Reutlingen. Sie gehört zur Region Neckar-Alb und zur europäischen Metropolregion Stuttgart. Zur Gemeinde Grafenberg gehören außer dem gleichnamigen Dorf Grafenberg keine weiteren Ortschaften.

## Geographie

### Nachbargemeinden
Folgende Städte und Gemeinden grenzen an die Gemeinde Grafenberg. Sie werden im Uhrzeigersinn beginnend im Norden genannt und gehören zum Landkreis Esslingen bzw. zum Landkreis Reutlingen.
Großbettlingen, Frickenhausen, Kohlberg (Kreis Esslingen), Metzingen, Riederich (Kreis Reutlingen) und Bempflingen (Kreis Esslingen).

## Geschichte

### Frühe Geschichte
Archäologische Spuren weisen auf Menschen der Michelsberger Kultur und damit auf eine erste Besiedlung während der Jungsteinzeit um 3.500 v. Chr. hin. Etwa 500 v. Chr. siedelten sich auf der Gemarkung des Ortes die Kelten an. Während der Zeit der Stammesherzogtümer lag das heutige Gemeindegebiet im Herzogtum Schwaben. Grafenberg wurde 1246 erstmals urkundlich in einem Schreiben des Pfarrers an Papst Innozenz IV. erwähnt. Damals hatten die Grafen von Urach die Herrschaftsrechte im Ort, die sie aber schrittweise an die Grafen von Württemberg verkauften.

### Verwaltungszugehörigkeit
Der Ort gehörte zunächst zum altwürttembergischen Amt Neuffen. Bei der Umsetzung der neuen Verwaltungsgliederung im 1806 gegründeten Königreich Württemberg wurde Grafenberg dem Oberamt Nürtingen zugeordnet. Die Verwaltungsreform während der NS-Zeit in Württemberg führte 1938 zur Zugehörigkeit zum Landkreis Nürtingen. 1945 bis 1952 gehörte der Ort zum Nachkriegsland Württemberg-Baden, das 1945 in der Amerikanischen Besatzungszone gegründet worden war. 1952 gelangte die Gemeinde zum neuen Bundesland Baden-Württemberg. Nach der Auflösung des Landkreises Nürtingen im Zuge der Kreisreform kam Grafenberg als einzige Gemeinde nicht zum Landkreis Esslingen, sondern zum Landkreis Reutlingen.

### Einwohnerentwicklung
Die Einwohnerzahlen sind Schätzungen (Jahre 1603 und 1648), Volkszählungsergebnisse (¹) oder amtliche Fortschreibungen des Statistischen Landesamtes (nur Hauptwohnsitze).
| Stichtag             | Einwohner |
| -------------------- | --------- |
| 1603                 | 202       |
| 1648                 | 135       |
| 1. Dezember 1871 ¹   | 660       |
| 1. Dezember 1900 ¹   | 650       |
| 17. Mai 1939 ¹       | 847       |
| 13. September 1950 ¹ | 1172      |
| 6. Juni 1961 ¹       | 1284      |
| 27. Mai 1970 ¹       | 1592      |

| Jahr              | Einwohner |
| ----------------- | --------- |
| 25. Mai 1987 ¹    | 2277      |
| 31. Dezember 1991 | 2458      |
| 31. Dezember 1995 | 2479      |
| 31. Dezember 2000 | 2689      |
| 31. Dezember 2005 | 2625      |
| 31. Dezember 2010 | 2614      |
| 31. Dezember 2015 | 2604      |
| 31. Dezember 2020 | 2761      |

## Religionen
Seit Einführung der Reformation in Württemberg ist auch Grafenberg evangelisch-lutherisch geprägt. Auch heute noch gibt es im Ort lediglich eine evangelische Kirchengemeinde, die zum Kirchenbezirk Bad Urach-Münsingen der Evangelischen Landeskirche in Württemberg gehört. Die katholischen Christen sind der Kirchengemeinde St. Bonifatius in Metzingen zugeordnet. Etwa 62 Prozent der Einwohner sind evangelisch-lutherisch, 20 Prozent römisch-katholisch und die restlichen 18 Prozent gehören anderen oder keiner Glaubensgemeinschaft an.

## Politik

### Gemeinderat
Der Gemeinderat in Grafenberg besteht aus den 12 gewählten ehrenamtlichen Gemeinderäten und dem Bürgermeister als Vorsitzendem. Der Bürgermeister ist im Gemeinderat stimmberechtigt. Die Kommunalwahl am 9. Juni 2024 führte zu folgendem Endergebnis. 
| Parteien und Wählergemeinschaften | Parteien und Wählergemeinschaften           | % 2024  | Sitze 2024 | % 2019  | Sitze 2019 | Kommunalwahl 2024 %50403020100 48,45 % (+0,38 %p)31,75 % (−5,45 %p)19,80 % (+5,07 %p) FWCDUSPD20192024 |
| FWV                               | Freie Wählervereinigung Grafenberg          | 48,45   | 6          | 48,07   | 6          | Kommunalwahl 2024 %50403020100 48,45 % (+0,38 %p)31,75 % (−5,45 %p)19,80 % (+5,07 %p) FWCDUSPD20192024 |
| CDU                               | Christlich Demokratische Union Deutschlands | 31,75   | 4          | 37,20   | 4          | Kommunalwahl 2024 %50403020100 48,45 % (+0,38 %p)31,75 % (−5,45 %p)19,80 % (+5,07 %p) FWCDUSPD20192024 |
| SPD                               | Sozialdemokratische Partei Deutschlands     | 19,80   | 2          | 14,73   | 2          | Kommunalwahl 2024 %50403020100 48,45 % (+0,38 %p)31,75 % (−5,45 %p)19,80 % (+5,07 %p) FWCDUSPD20192024 |
| gesamt                            | gesamt                                      | 100,0   | 12         | 100,0   | 12         | Kommunalwahl 2024 %50403020100 48,45 % (+0,38 %p)31,75 % (−5,45 %p)19,80 % (+5,07 %p) FWCDUSPD20192024 |
| Wahlbeteiligung                   | Wahlbeteiligung                             | 70,57 % | 70,57 %    | 66,35 % | 66,35 %    | Kommunalwahl 2024 %50403020100 48,45 % (+0,38 %p)31,75 % (−5,45 %p)19,80 % (+5,07 %p) FWCDUSPD20192024 |

### Bürgermeister
Der Bürgermeister wird für eine Amtszeit von acht Jahren gewählt.
- 1981 bis 2013: Holger Dembek (Freie Wähler)
- 2013 bis 2019: Annette Bauer
- seit 2019: Volker Brodbeck

Annette Bauer trat aus gesundheitlichen Gründen im April 2019 von ihrem Amt zurück und wurde zum 30. April 2019 in den Ruhestand versetzt. Am 7. Juli 2019 wurde Volker Brodbeck zum neuen Bürgermeister gewählt.

### Wappen
| Wappen der Gemeinde Grafenberg | Blasonierung: „In Gold (Gelb) auf rotem Schildfuß drei grüne Rebstöcke an drei grünen Pfählen.“ |
| Wappen der Gemeinde Grafenberg | Wappenbegründung: Die Gemeindesiegel zeigten schon im 19. Jahrhundert das jetzige Wappen im Siegelbild. Seine Figuren, für die 1937 auch Farben festgelegt worden sind, erinnern an den früheren Weinbau im Gemeindegebiet. Das Landratsamt Reutlingen hat das Wappen zusammen mit der Flagge am 6. Dezember 1976 verliehen. |

### Städtepartnerschaften
- Partnergemeinde ist seit 1982 die französische Gemeinde Puiseux-en-France.

## Kultur und Sehenswürdigkeiten

### Bauwerke

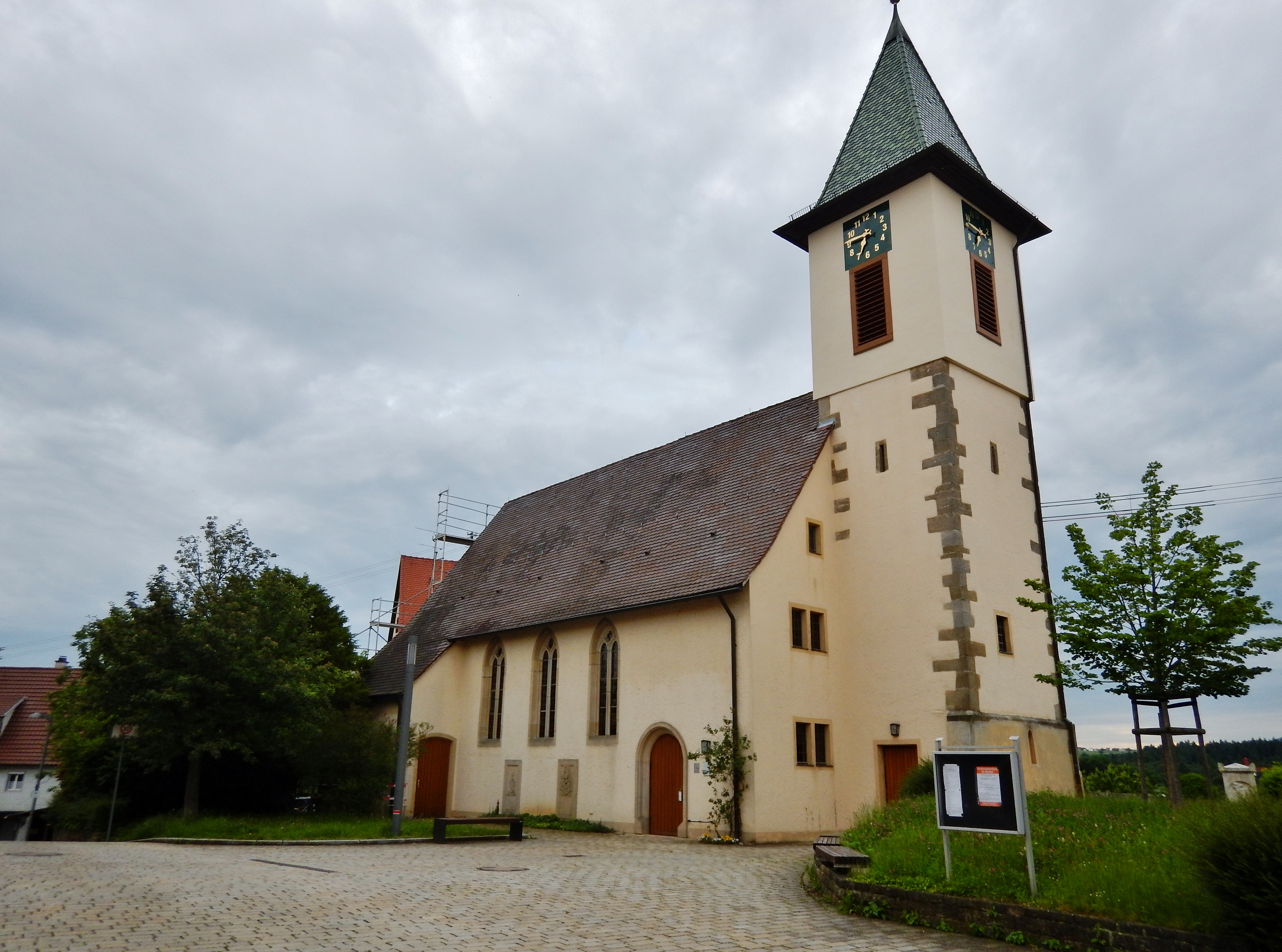
Michaelskirche Grafenberg

- Evangelische Michaelskirche: Sie wurde 1246 erstmals erwähnt. Sie ist eine Saalkirche mit Westturm, der im Kern noch romanisch ist. 1726 erfolgte ein grundlegender Umbau mit Erweiterung. Die jüngste Neugestaltung geschah 1956/1957 unter dem Architekten Manfred Wizgall, wobei ein Altarraum und eine Sakristei angebaut wurden. Das Farbfenster im neuen Altarraum schuf der Stuttgarter Glaskünstler Adolf Valentin Saile mit dem Thema der Wiederkunft Christi.
- Das Rathaus wurde 1816 als Schule erbaut
- Zehntscheuer, 1811 erbaut
- Grafenberger Kelter von 1480

### Musik
- Gesangverein Liederkranz 1877 e. V.
- Harmonikaorchester Grafenberg e. V., gegründet 1967
- Musikverein Grafenberg e. V., gegründet 11. April 1926

### Sport
- Tennisclub Grafenberg e. V. gegründet 1979
- Turn- und Sportverein Grafenberg 1903 e. V.

### Kultur
- Arbeitskreis Kelter

## Wirtschaft und Infrastruktur
Ein großer Arbeitgeber mit Sitz in Grafenberg ist die Rampf-Gruppe.

### Verkehr
Die Bundesstraße 313 (Plochingen–Stockach) verbindet die Gemeinde im Norden mit der Bundesautobahn 8 und im Süden mit Reutlingen. Der öffentliche Nahverkehr wird durch den Verkehrsverbund Neckar-Alb-Donau (NALDO) gewährleistet. Die Gemeinde befindet sich in der Wabe 219.

### Bildung
In Grafenberg selbst gibt es eine reine Grundschule. Die Hauptschule, Realschule und Gymnasium werden vorwiegend in Metzingen besucht. Grafenberg hat drei Kindergärten.

## Persönlichkeiten

### Söhne und Töchter der Gemeinde
- Johannes Schenck von Grafenberg (1530–1598), Mediziner
- Charlotte Mörike (1771–1841), Pfarrerstochter, Mutter Eduard Mörikes
- Immanuel Kammerer (1857–1927), Tierschützer
- Manfred Klaiber (1903–1981), Diplomat und Chef des Bundespräsidialamtes
- Gotthilf Kuhn (1819–1890), Fabrikant, Kommerzienrat

### Persönlichkeiten, die vor Ort gewirkt haben
- Friedrich Volz (1944–1988), Politiker (CDU) und Landtagsabgeordneter
- Michael Donth (* 1967), Bundestagsabgeordneter (CDU), wuchs in Grafenberg auf